# Pipestone (circonscription saskatchewanaise)
Pour les articles homonymes, voir Pipestone.
Circonscription électorale provinciale du Canada
Pipestone (initialement Whitewood) est une ancienne circonscription électorale provinciale de la Saskatchewan au Canada. Elle est représentée à l'Assemblée législative de la Saskatchewan de 1905 à 1934.
Issue des 25 premières circonscriptions de la nouvelle province de la Saskatchewan en 1905, elle est abolie et redistribuée parmi Moosomin, Cannington et Qu'Appelle-Wolseley en 1934.

## Géographie
La circonscription était localisée dans le sud-est de la Saskatchewan, le territoire de la circonscription est désormais représenté par Moosomin.

## Liste des députés
| Parlement                                                                | Années    | Député                 | Député                       | Parti                  |
| Whitewood                                                                | Whitewood | Whitewood              | Whitewood                    | Whitewood              |
| ------------------------------------------------------------------------ | --------- | ---------------------- | ---------------------------- | ---------------------- |
| 1re                                                                      | 1905–1908 |                        | Archibald Beaton Gillis (en) | Provincial Rights (en) |
| Pipestone                                                                |           |                        |                              |                        |
| 2e                                                                       | 1908–1912 |                        | Archibald Beaton Gillis (en) | Provincial Rights (en) |
| 3e                                                                       | 1912–1917 |                        | Richard James Phin (en)      | Libéral                |
| 4e                                                                       | 1917–1921 |                        | Richard James Phin (en)      | Libéral                |
| 5e                                                                       | 1921–1925 | William John Patterson |                              | Libéral                |
| 6e                                                                       | 1925–1929 | William John Patterson |                              | Libéral                |
| 7e                                                                       | 1929–1934 | William John Patterson |                              | Libéral                |
| Circonscription abolie parmi Moosomin, Cannington et Qu'Appelle-Wolseley |           |                        |                              |                        |

## Résultats électoraux
Pipestone (1905-1908)

Whitewood (1905-1908)